# Масао Кагава
Масао Кагава (яп. 香川 政夫; нар. 8 червня 1955, Осака, Японія) — видатний японський майстер карате стилю шотокан, 9-й дан, головний інструктор Japan Karate Shoto Federation (JKS), колишній головний тренер національної збірної Японії з карате. Відомий своєю технічною майстерністю, особливо в ката та куміте, а також внеском у розвиток карате як традиційного бойового мистецтва та сучасного виду спорту.

## Біографія

### Ранні роки
Масао Кагава народився 8 червня 1955 року в місті Осака, Японія. У дитинстві захоплювався бейсболом, але в 17 років, під впливом свого старшого брата Масайоші, почав займатися карате. Після відвідування чемпіонату Японської асоціації карате (JKA) у Токіо він вирішив присвятити себе цьому бойовому мистецтву.

### Освіта та тренерська кар'єра
Кагава закінчив Університет Тейкьо, де продовжив удосконалювати свої навички в карате. Він став інструктором JKA та учнем Тецухіко Асаї. Після виходу Асаї з JKA та створення Japan Karate Shoto Federation (JKS) у 2000 році, Кагава приєднався до нього та згодом став головним інструктором JKS.

### Спортивні досягнення
Масао Кагава здобув численні титули на національних та міжнародних змаганнях. Він був призером у ката на чемпіонатах світу JKA у 1985, 1987 та 1990 роках. Його улюбленими ката були «Со́чін» та «Бассай Дай».

### Тренерська діяльність
Кагава обіймав посаду головного тренера національної збірної Японії з карате, а також був технічним директором JKS. Під його керівництвом японська збірна досягла значних успіхів на міжнародній арені, зокрема на чемпіонаті світу WKF у Бремені у 2014 році.

### Суперечки
У 2021 році Кагава подав у відставку з посади технічного директора Японської федерації карате (JKF) після інциденту під час тренування, коли він випадково вдарив спортсменку Аюмі Уекусу бамбуковим мечем, спричинивши їй травму ока. Він визнав свою провину та вибачився перед постраждалою.

## Внесок у розвиток карате
Масао Кагава відомий своєю технічною майстерністю, особливо в ката та куміте. Він активно сприяв розвитку карате, поєднуючи традиційні аспекти з сучасними спортивними підходами. Його учні здобували перемоги на міжнародних змаганнях, а сам Кагава проводив семінари та тренування по всьому світу.

## Звання та титули
- 9-й дан, головний інструктор JKS
- Колишній головний тренер національної збірної Японії з карате
- Технічний директор JKS
- Призер чемпіонатів світу JKA у ката (1985, 1987, 1990)

## Відео
contentReference[oaicite:74]{index=74}